# NGC 931
NGC 931 é uma galáxia espiral (Sbc) localizada na direcção da constelação de Triangulum. Possui uma declinação de +31° 18' 40" e uma ascensão recta de 2 horas, 28 minutos e 14,5 segundos.
A galáxia NGC 931 foi descoberta em 26 de Setembro de 1865 por Heinrich Louis d'Arrest.